# Seznam hřbitovů v Českých Budějovicích
Na území Českých Budějovic bylo mnoho hřbitovů, z nichž některé se používají doposud, jiné se již nepoužívají a další zanikly zcela:
| Název                            | Obrázek                                  | Stav        | Umístění                   | Založení              | Zánik     | Galerie                                                                         | Popis |
| -------------------------------- | ---------------------------------------- | ----------- | -------------------------- | --------------------- | --------- | ------------------------------------------------------------------------------- | --- |
| Dobrovodský hřbitov              | hřbitov na Dobré Vodě                    | funkční     | Hornická                   | ~1912                 | –         | Kategorie „Cemetery in Dobrá Voda u Českých Budějovic“ na Wikimedia Commons     | mezi lety 1952–1990 spadal pod České Budějovice; na Dobré Vodě existoval ještě hřbitov u kostela, ale ten již v této době nebyl používán, formálně byl zrušen v roce 1912        |
| Hřbitov svaté Otýlie             | hřbitov sv. Otýlie, hlavní vchod         | funkční     | Pražská 108–110            | 1887–23. 4. 1889      | –         | Kategorie „Hřbitov sv. Otýlie (České Budějovice)“ na Wikimedia Commons          | hlavní českobudějovický hřbitov |
| Hřbitov u svatého Mikuláše       | katedrála a okolí                        | zaniklý     | Katedrála svatého Mikuláše | 13. století           | 1784      | Kategorie „Cathedral of Saint Nicholas (České Budějovice)“ na Wikimedia Commons | bezprostřední okolí kostela / katedrály svatého Mikuláše, též krypty pod katedrálou a kostnice pod kaplí Smrtelných úzkostí páně; poslední pohřeb proběhl 22. září 1784          |
| Kapucínská krypta                | bývalý kostel svaté Anny                 | zaniklý     | Kostel svaté Anny          | <1621                 | >1786     |                                                                                 | Při přestavbě kostela na koncertní síň byla objevena pohřební krypta vybudovaná ze sklepů domů zničených požárem, na jejichž místě kostel vznikl. Pohřbíváno v letech 1621–1786. |
| Hřbitov u svatého Václava        |                                          | zaniklý     | Krajinská 42–44            | před 1327             | 1796      |                                                                                 | areál původního městského špitálu se hřbitovem a kostelem |
| Hřbitov v Mladém                 | kaple svaté Karolíny                     | funkční     | J. Masaryka                | 1. září 1889          | –         | Kategorie „Mladé cemetery“ na Wikimedia Commons                                 | připojením Mladého k Českým Budějovicím roku 1952 se stal druhým funkčním městským hřbitovem                                                                                     |
| Klášterní hřbitov                | Piaristické náměstí, dlažba              | zaniklý     | Piaristické náměstí        | 13. století           | 1742      | Kategorie „Piaristické náměstí (České Budějovice)“ na Wikimedia Commons         | pro členy kláštera a chudší laiky, významnější osobnosti pohřbívány u kostelní zdi, v kostele, kaplích a dalších místech v klášteře; mezi kostelem a Solnicí existovala kostnice |
| Kolumbárium Husův sbor           | kostel s kolumbáriem                     | funkční     | Palackého náměstí          | 1. listopadu 1947     | –         | Kategorie „Husův sbor (České Budějovice)“ na Wikimedia Commons                  | kolumbárium je přístupné v přízemí věží kostela Husův sbor |
| Morový hřbitov (nejstarší)       |                                          | zaniklý     | Lannova loděnice           |                       |           |                                                                                 | nejstarší doložený morový hřbitov se rozkládal na levém břehu Vltavy v oblasti současných zahrad Lannovy loděnice                                                                |
| Morový hřbitov u Boru            |                                          | zaniklý     | Branišovský les            | 12. října 1680        |           |                                                                                 | za morové epidemie 1679–1681 vznikly tři malé hřbitovy vybavené centrálním křížem; datum odpovídá svěcení děkanem Janem Jiřím Bormanem                                           |
| Morový hřbitov u Suchého Vrbného |                                          | zaniklý     | Suché Vrbné                | 12. října 1680        |           |                                                                                 | za morové epidemie 1679–1681 vznikly tři malé hřbitovy vybavené centrálním křížem; datum odpovídá svěcení děkanem Janem Jiřím Bormanem; rozkládal se u Suchého Vrbného           |
| Morový hřbitov u Šafránku        |                                          | zaniklý     | Husova kolonie             | 12. října 1680        |           |                                                                                 | za morové epidemie 1679–1681 vznikly tři malé hřbitovy vybavené centrálním křížem; datum odpovídá svěcení děkanem Janem Jiřím Bormanem; rozkládal se u rybníka Šafránku          |
| Německý vojenský hřbitov         | Dům kultury Slavie                       | zaniklý     | Zátkovo nábřeží            | ~1940                 | 1945      |                                                                                 | symbolický hřbitov zřízený v zahradě Německého spolkového domu (Armáďák, dnes DK Slavie), vztyčovány dřevěné kříže za německé padlé                                              |
| raně středověké pohřebiště       | kříže v místech hrobů                    | zaniklý     | Piaristické náměstí        | mladší doba hradištní |           | Kategorie „Piaristické náměstí (České Budějovice)“ na Wikimedia Commons         | na okraji současného Piaristického náměstí byly zjištěny hroby pocházející z doby před založením města, které předcházejí pozdějšímu klášternímu hřbitovu                        |
| Staroměstský hřbitov             | Hřbitov s kostelem sv. Prokopa v r. 1838 | nevyužívaný | Staroměstská               | 13. století           | 1889      | Kategorie „Staroměstský hřbitov (České Budějovice)“ na Wikimedia Commons        | kolem kostela svatého Prokopa a svatého Jana Křtitele, část přeměněna v park |
| Třebotovický hřbitov             | hřbitov u Třebotovic                     | funkční     | K Lusnému                  | 1912                  | –         | Kategorie „Cemetery in Třebotovice“ na Wikimedia Commons                        | vysvěcen 2. června 1912 biskupem Hůlkou; leží u Dobré Vody na konci ulice K Lusnému, katastrem Třebotovice, pod České Budějovice spadá od roku 1985                              |
| Vojenský hřbitov                 | bývalý vojenský hřbitov                  | zaniklý     | Plavská                    | 29. června 1797       | 1957      | Kategorie „Military cemetery (České Budějovice)“ na Wikimedia Commons           | přeměněn v park bez exhumace ostatků, částečně zastavěn |
| Židovský hřbitov                 | dochované náhrobky                       | nevyužívaný | Pekárenská 79              | 1867                  | 1942/1950 | Kategorie „Jewish cemetery in České Budějovice“ na Wikimedia Commons            | rekonstruován po roce 1990 |
| Židovský hřbitov, nejstarší      | křižovatka Kněžské a Hradební            | zaniklý     | ~Hradební 9c               | 2. pol. 14. století   | 1506      |                                                                                 | první židovský hřbitov, v hradebním parkánu mezi Kněžskou, Hradební a U Černé věže                                                                                               |
| Židovský hřbitov, starší         | prostor u Zlatého mostu                  | zaniklý     | Zlatý most                 | ?                     | 1506      |                                                                                 | druhý židovský hřbitov, na levém břehu Malše u současného Zlatého mostu |